# Theodore Sherman Palmer
Theodore Sherman Palmer, född 26 januari 1868 i Oakland, Kalifornien, död 24 juli 1955, var en amerikansk zoolog
Auktorsnamnet T.S.Palmer kan användas för Theodore Sherman Palmer i samband med ett vetenskapligt namn inom zoologin; se Wikipedia-artiklar som länkar till auktorsnamnet.